# Venkatagiri
Venkatagiri là một thị trấn thống kê (census town) của quận Nellore thuộc bang Andhra Pradesh, Ấn Độ.

## Địa lý
Venkatagiri có vị trí 13°12′B 78°55′Đ / 13,2°B 78,92°Đ Nó có độ cao trung bình là 426 mét (1397 feet).

## Nhân khẩu
Theo điều tra dân số năm 2001 của Ấn Độ, Venkatagiri có dân số 31.342 người. Phái nam chiếm 50% tổng số dân và phái nữ chiếm 50%. Venkatagiri có tỷ lệ 65% biết đọc biết viết, cao hơn tỷ lệ trung bình toàn quốc là 59,5%: tỷ lệ cho phái nam là 73%, và tỷ lệ cho phái nữ là 56%. Tại Venkatagiri, 11% dân số nhỏ hơn 6 tuổi.